# Trzęsienie ziemi w Mandżil-Rudbar (1990)
Trzęsienie ziemi w Mandżil-Rudbar (1990) – trzęsienie ziemi, które miało miejsce w miejscowościach Mandżil i Rudbar w Iranie w czerwcu 1990 roku i pochłonęło 35 000 ofiar.

## Trzęsienie ziemi
Nocą 21 czerwca 1990 roku w miastach Mandżil i Rudbar w Iranie doszło do trzęsienia ziemi o sile 7,4 stopni skali Richtera. Wstrząsy spowodowały rozległe szkody w mieście Raszt, 700 wiosek zostało zniszczonych a 400 000 osób zostało bez dachu nad głową. Na skutek kataklizmu zginęło 35 000 osób, a 60 000 zostało rannych. Irański reżyser Abbas Kiarostami nakręcił o trzęsieniu film And Life Goes On.